# Jaguar XJ
Jaguar XJ — представительский седан британской автомобилестроительной компании Jaguar. Последняя модель серии XJ выпускалась с 2009 по 2019 годы. Предыдущая модель Jaguar X350 производилась серийно с 2003 по 2009 год. До 2009 г. выпускался также под брендом Daimler.

## История

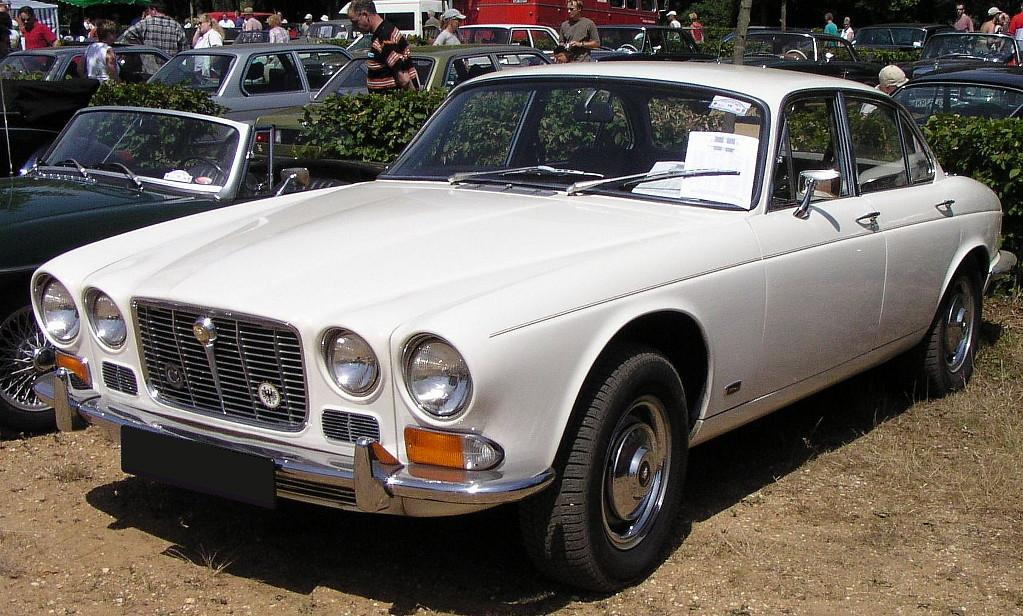
Первое поколение (Series I) (1968-1973)

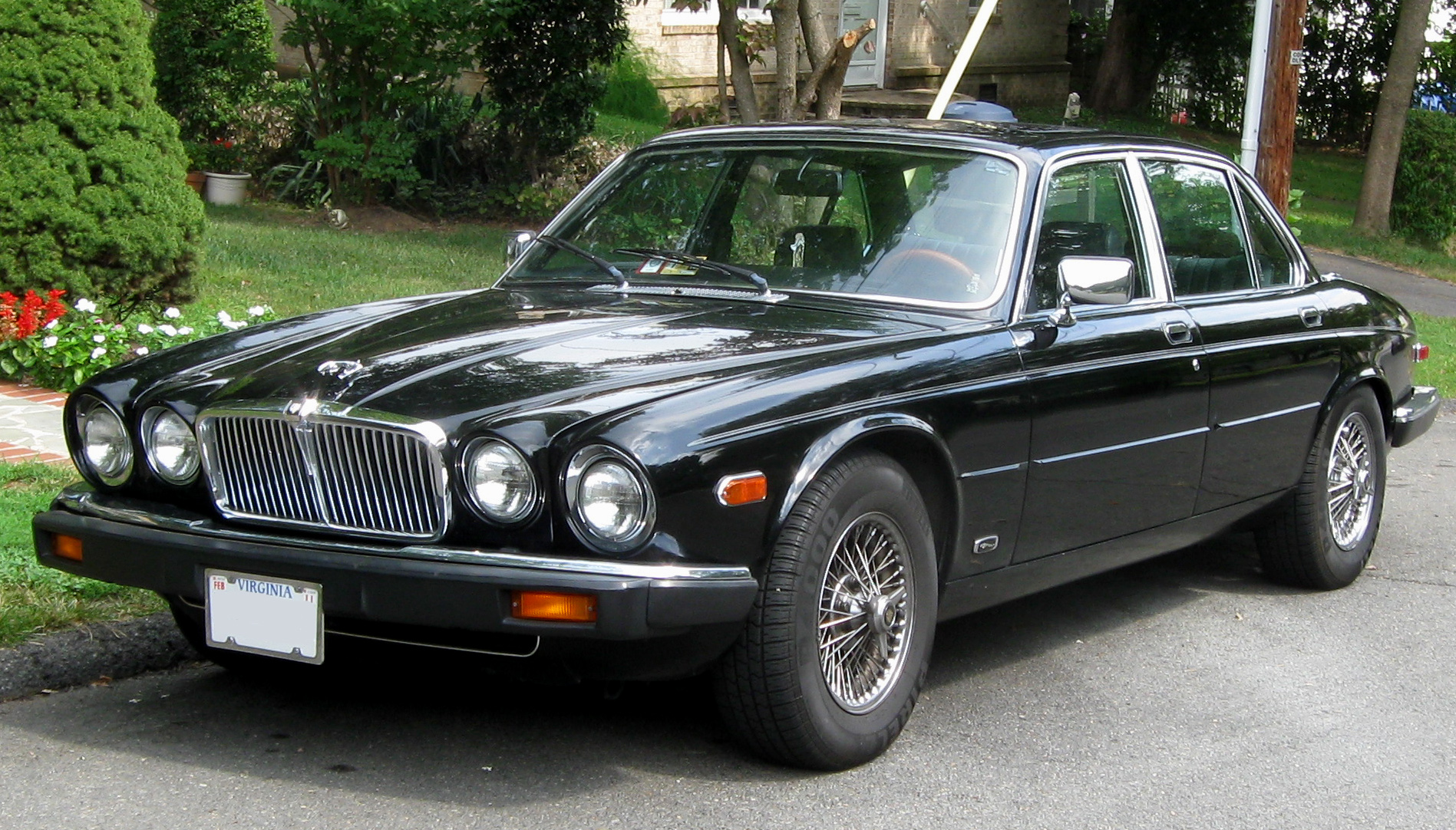
Первое поколение (Series III) (1979-1992)

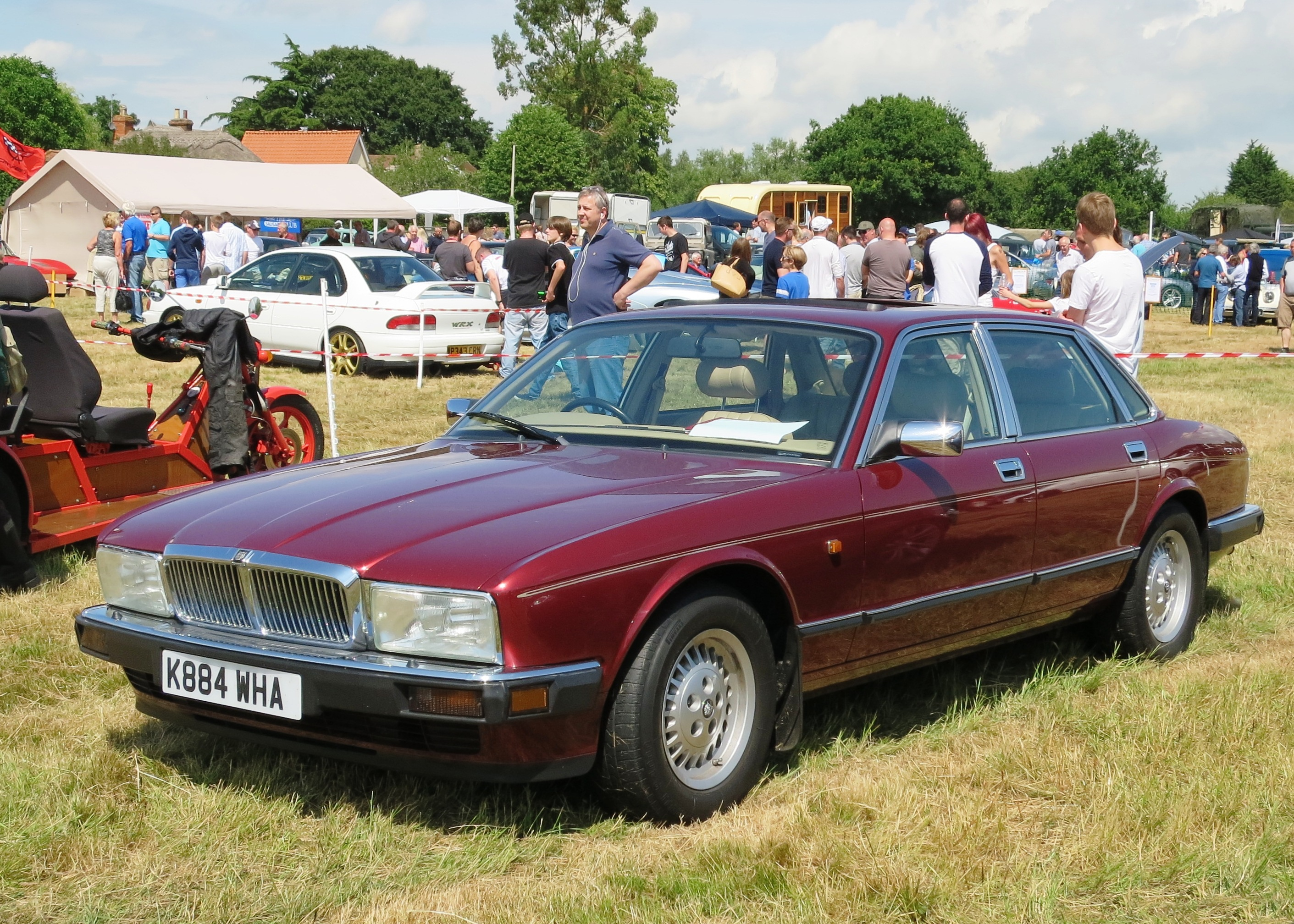
Второе поколение (XJ40) (1986-1994)

Первый седан с обозначением XJ появился на свет в 1968 году, заменив собой сразу четыре отдельные серии седанов этой марки. Первое поколение продержалось на конвейере 24 года, претерпев два серьёзных рестайлинга. Сначала на XJ устанавливались два мотора — рядные «шестерки» 2.8 и 4.2 (такие версии именовались XJ6), перешедшие по наследству из предыдущих моделей. В 1973-м в гамму вошла топ-версия XJ12 с агрегатом V12 5.3, которая на долгие годы стала единственным в мире седаном, оснащенным двигателем этой схемы (аналогичный мотор у BMW появился только в 1987-м). Позже британцы заменили мотор 2.8 на более мощный 3.4. Всего до 1992 года на основной фабрике в Ковентри, а также на сборочных предприятиях в ЮАР, Новой Зеландии и Канаде было выпущено более 318 тысяч машин. В 1974 году короткобазная версия четырёхдверного седана была исключена из производства. С тех пор вариант с удлиненной на 10 см базой стал основным. Впрочем, укороченная платформа некоторое время служила основой для элегантного купе XJ-S (1975—1978). Кстати, последние машины первого поколения были собраны на канадском филиале в 1992 году, через шесть лет после дебюта следующей генерации.
Машины второго поколения (1986—1994) хотя и сохранили силуэт предыдущих, во многом были сделаны с чистого листа. Если бы не финансовые проблемы материнской компании British Leyland и топливные кризисы предыдущего десятилетия, модернизированные Ягуары XJ дебютировали бы раньше. Наследием с 70-х годов выглядели прямоугольные блок-фары под единым колпаком, примененные на всех версиях, кроме базовой. Изначально автомобиль комплектовался только двумя рядными «шестерками» — рабочим объёмом 2,9 и 3,6 литра. Удивительно, но знаменитый V12 6.0 появился в гамме только до захода модели, потому что сначала он просто не помещался в узкое пространство моторного отсека (так Ягуаровские инженеры саботировали возможно применение старого Роверовского V8, которое могли навязать руководители концерна British Leyland). Моторный отсек расширили уже после покупки Ягуара концерном Ford в 1989 году. Тогда же подняли объём рядным шестицилиндровым двигателям до 3,2 и 4 л и исправили недочёты в конструкции цифровой панели приборов. Также на мероприятии производства британцы выпустили партию «заряженных» Ягуаров XJ-R с мотором V12, спортивной подвеской и некоторыми внешними украшениями, но без обязательного для дальнейших спортивных версий нагнетателя.

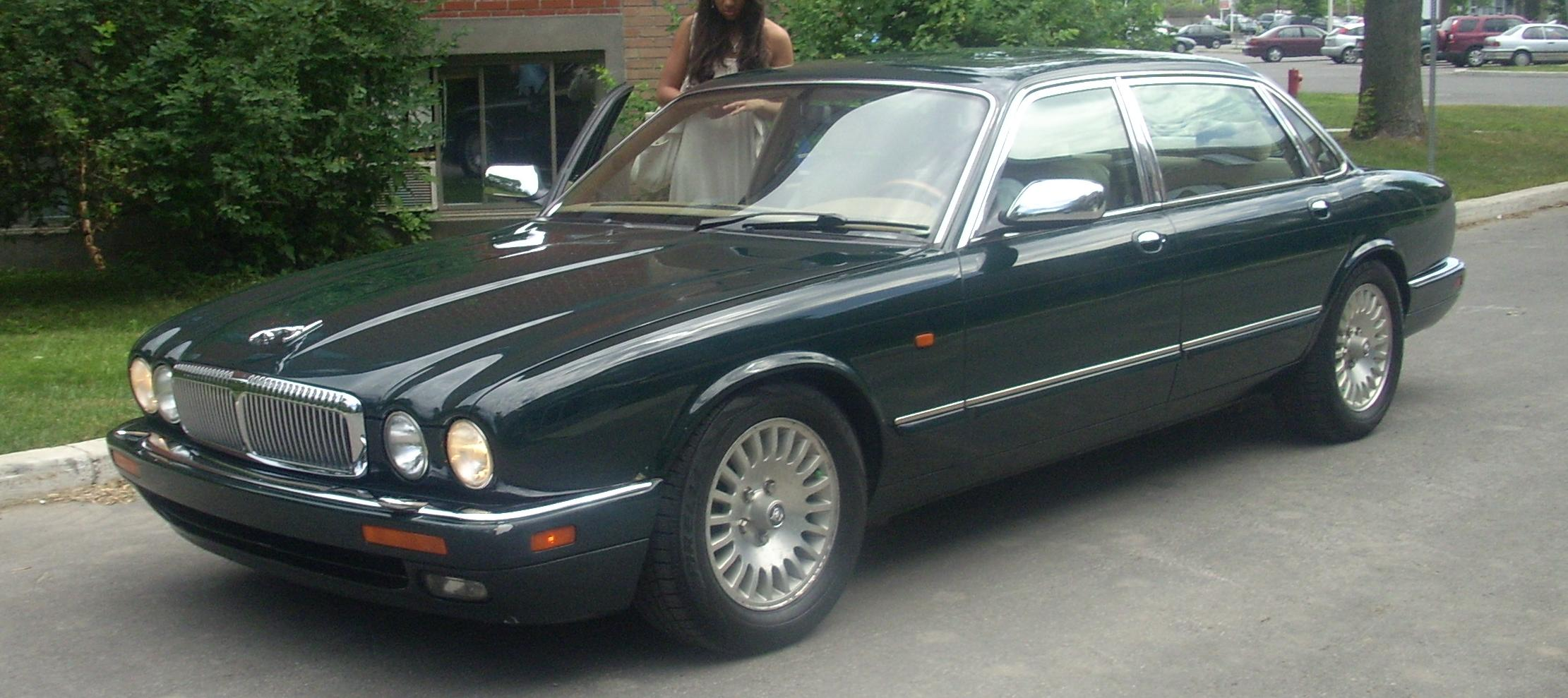
Третье поколение (1994-2003)

Седаны третьего поколения выпускались с 1994 по 2003 год. Первые машины ещё комплектовались бывшими «шестерками», но уже через три года они были заменены с иголочки новыми восьмицилиндровыми моторами V8 3.2 (243 л.с.) и 4.0 (290 сил и 370 в компрессорной версии), полностью сконструированными собственными силами. Однако полноценной замены шестилитровым V12 делать не стали — последний XJ с таким двигателем выпустили в 1997 году. С тех пор «топовой» модификацией стал Jaguar XJR с 370-сильной «восьмеркой», оснащенной приводным нагнетателем, пятиступенчатым «автоматом» и дебютировала при рестайлинга (1997) активной подвеской CATS.

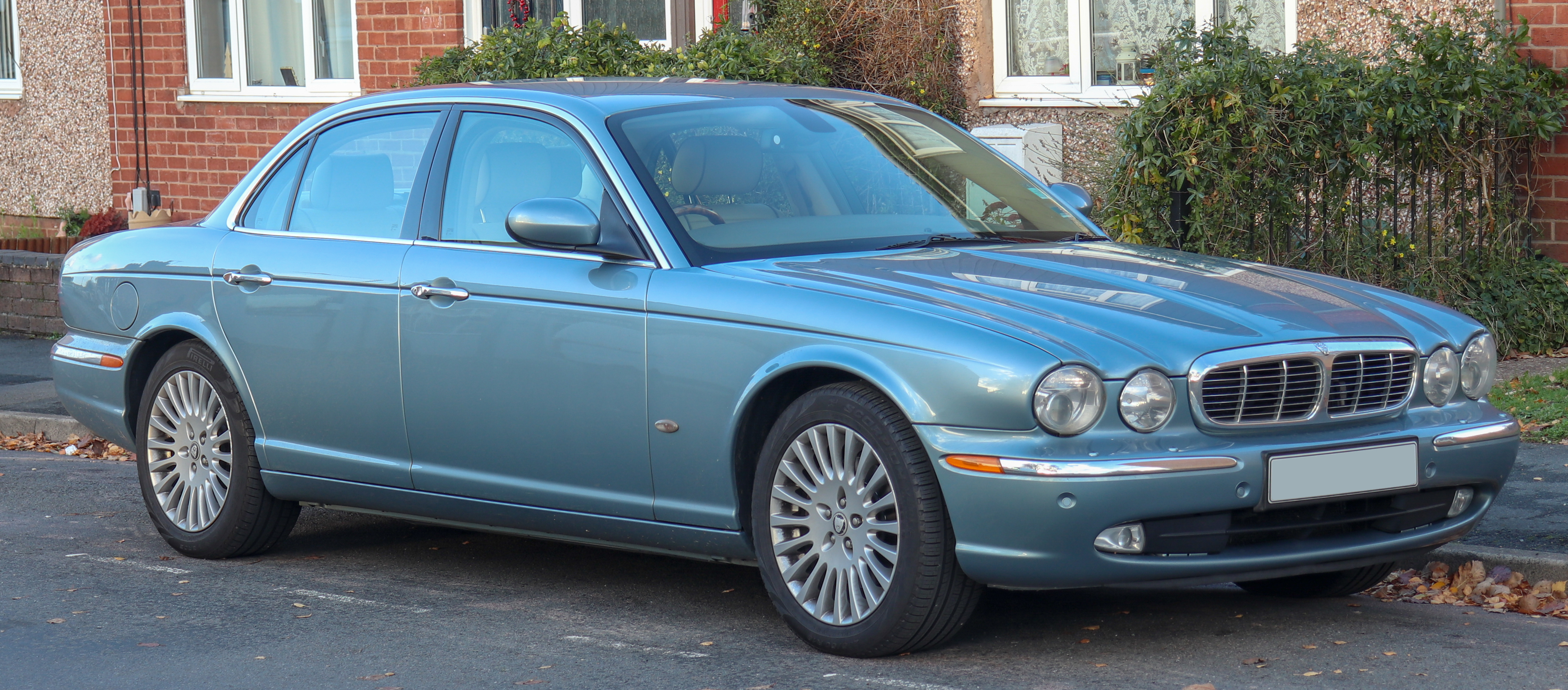
Четвёртое поколение (X356) (2003-2007)

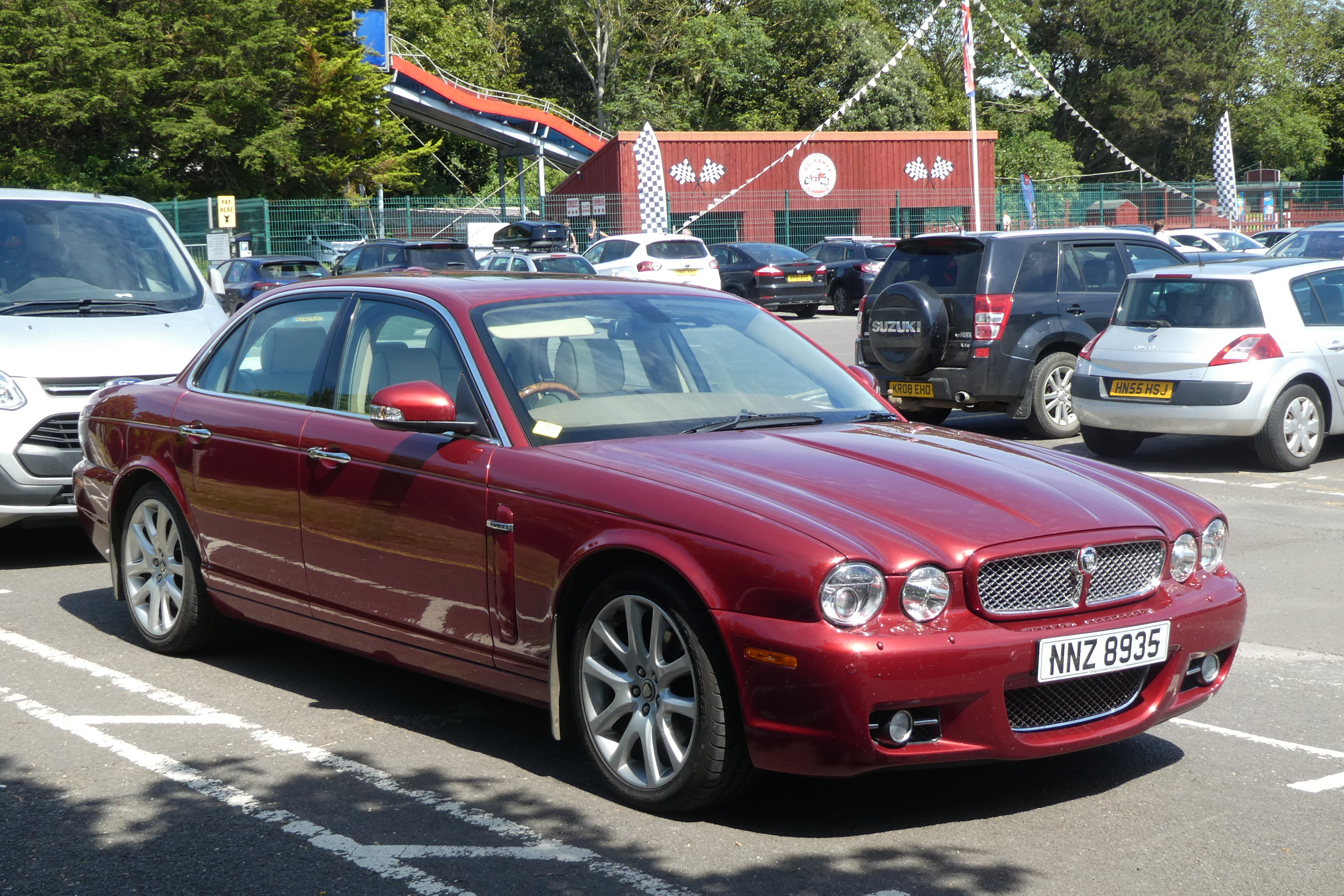
Четвёртое поколение (X358) (2007-2009)

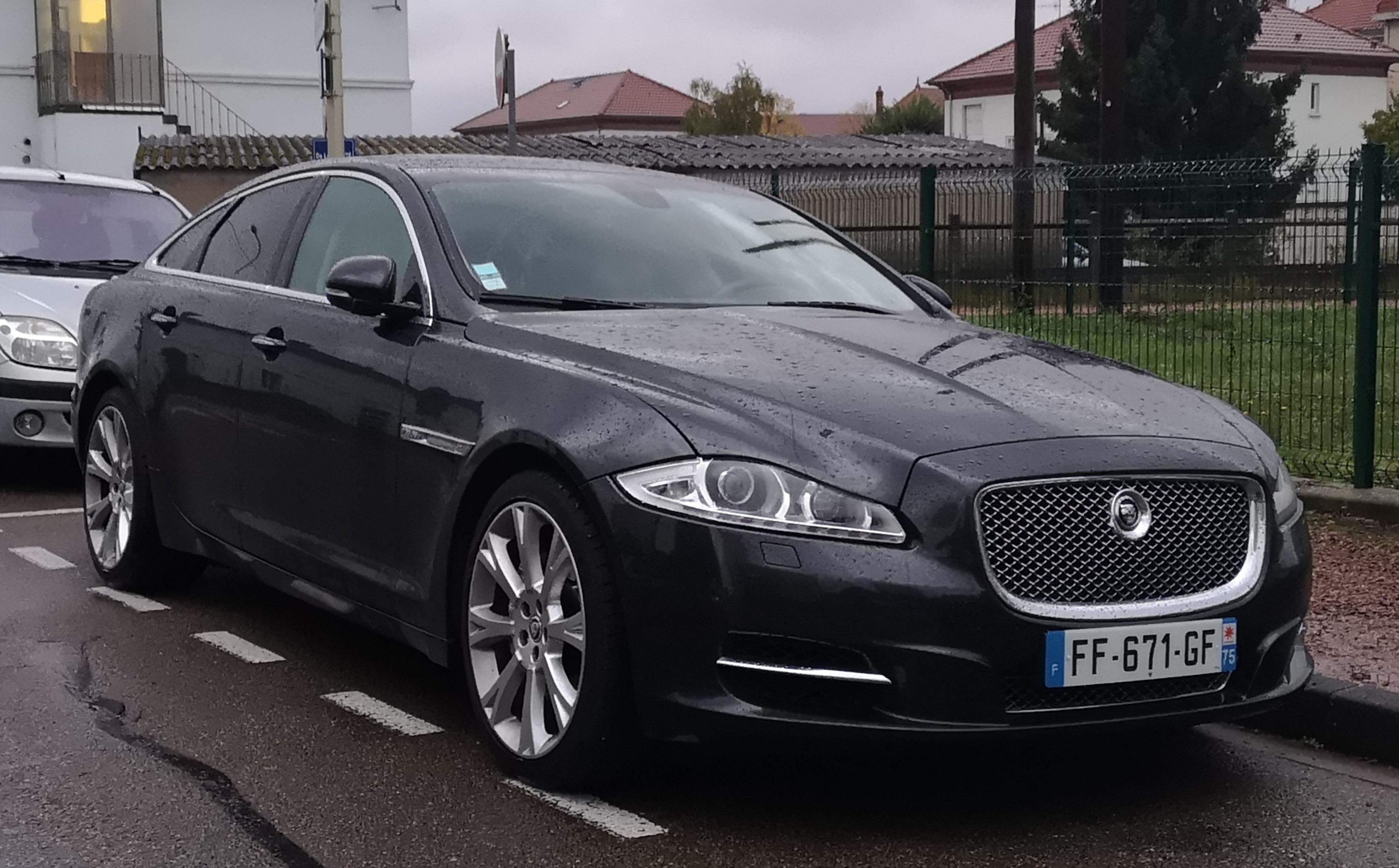
Пятое поколение (X351) (2009-2019)

Революцией ознаменовался в 2003 году приход «Ягуаров XJ» четвёртого поколения. При прежнем, классическом дизайне, автомобиль получил совершенно новый по конструкции алюминиевый кузов. Также обновилась линейка моторов: появились модернизированные двигатели V6 3.0 (240 сил), V8 3.5 (265), V8 4.2 (295 и «компрессорные» 400). Впервые под капотом флагмана (а до этого момента линейка седанов фирмы разрослась до трех семейств) оказался дизель — совместная разработка «Форда» и концерна PSA выдавала 204 «коня» при помощи двух турбокомпрессоров при рабочем объёме 2,7 литра. Коробку передач тоже изменили — вместо пятиступенчатого «автомата» начали ставить шестидиапазонный. В 2005 году был произведён первый рестайлинг, модель поддалась лёгкими внешним изменениям, некоторым обновлениям в системах электроники автомобиля и получила наименование индекса кузова X356. 
В 2007 году был произведён второй рестайлинг, модель значительно обновилась внешне и получила новое наименование кузова под индексом X358. 
Четвертое поколение выпускалась до 2009 года. Это был последний XJ выпускавшийся также под брендом Daimler. 
Пятое поколение вышло на рынок в 2010 году. X351 отличался совершенно новым стилем экстерьера, который не повторяет стилистику предыдущих моделей. В конце 2012 года X351 первоначально оснащавшийся двигателями предыдущей генерации, обзавелся новыми агрегатами V6 3,0 с наддувом (340 л.с.) и четырёхцилиндровым 2,0 с наддувом (240 л.с.), кроме того был доступен 3,0 дизель с наддувом (275 л.с., с 2015 г. 300 л.с.). Модель была снята с производства летом 2019 года и до сих пор не обзавелась преемником. 
Первый полностью электрический XJ планировался к выходу в конце 2020 года, однако финансовые и организационные трудности, заставили концерн Jaguar Land Rover (JLR) пересмотреть планы по выходу модели на рынок.

## Премии
- 15 декабря 2010 года британский журнал Top Gear присудил премию «Ягуару XJ» «Самый роскошный автомобиль 2010 года».[2]
- Журнал Top Gear присудил премию «Интерьер года 2009»[3]

## В популярной культуре
- XJ6 1980 и 1982 года появляются в клипах британской рок-группы Whitesnake на композиции Still of the Night[4], Here I Go Again[5], Is This Love[6], Fool for Your Loving[7] и Shut Up & Kiss Me с альбомов 1987, Slip of the Tongue и Flesh & Blood[8].